# Сосранов, Рустам Русланович
Рустам Русланович Сосранов (род. 23 июля 1994, Владикавказ, Россия) — российский футболист, левый защитник клуба «Сатурн».

## Биография
Карьеру начал в московском любительском клубе «Столица». Оттуда перешёл в клуб ПФЛ «Губкин».
В 2014 году подписал контракт с клубом «Минск», за который играл в молодёжном первенстве. Несколько раз попадал в заявку на матчи чемпионата Белоруссии, однако на поле не выходил. Зимой 2015 года перешёл в «Елгаву», в составе которой провёл 20 матчей в чемпионате Латвии, а также принимал участие в отборочных матчах Лиги Европы.
25 февраля 2016 года вернулся в Россию, где подписал контракт с клубом ФНЛ «Балтика», в котором сыграл 7 матчей и забил 1 гол.
С августа 2016 играл в клубах ПФЛ — «Спартак» (Владикавказ), СКА (Ростов-на-Дону), «Машук-КМВ» и «Олимп-Долгопрудный».
В июле 2021 подписал контракт с клубом ФНЛ «Алания». В июне 2022 года подписал двухлетний контракт с клубом «СКА-Хабаровск».